# چشمه مزرا
چشمه مزرا از جمله چشمه‌های شهرستان سروستان در استان فارس است.
این چشمه در چندکیلومتری شمال شهر سروستان واقع است و دارای آب شیرین می‌باشد.